# Heinrich Adamy
Heinrich August Adamy (27. ledna 1812  Kamenná Hora – 13. října 1897 Vratislav) byl německý pedagog, popularizátor geografických věd a historie o Slezsku a Vratislavi, autor prvního syntetického zpracování vývoje toponomastiky slezských měst.

## Životopis
Po ukončení obecné školy v rodném městě se zapsal na gymnázium v Jelení Hoře, ve třetí třídě je však přerušil. V letech 1831–1834 studoval v učitelském semináři v Bоlesławi. Učit začal v evangelické škole ve Svidnici ihned po skončení semináře. Nicméně již v následujícím roce se přestěhoval do Poznaně, kde nastoupil na místo soukromého učitele v domě Eduarda von Flotwella, guvernéra Poznaňského velkovévodství. Později studoval také na Gymnáziu Louisa a na jedné poznaňské soukromé mužské škole. V roce 1841 se vrátil do Kamenné Hory, kde pracoval další dva roky, a na příští rok ještě v soukromé městské škole v Jelení Hoře. V roce 1844 přijel do Vratislavi, kde nastoupil do služby v elitním Královském Friedrichově gymnáziu. Pracoval tam následujících čtyřicet let až do odchodu do výslužby v roce 1884.
Ve své učitelské práci projevil vynikající didaktický talent. Jeho úspěchy se staly známé nejen ve Vratislavi, ale také v jiných okresech provincie, díky jeho publikacím, protože v posledních letech své profesní činnosti se zabýval psaním knih o geografii a historii Slezska. Připravoval je na základě nejnovějších dat získaných z výzkumů vratislavských vědců. Sám také i přes absenci vyššího vzdělání prováděl vlastní vědecká bádání. Od roku 1860 byl aktivním členem Towarzystwa Historii i Pradziejów Śląska (Vereins für Geschichte und Alterthum Schlesiens).

## Dílo
Adamy ve své literární činnosti napsal několik publikací, které dosáhly vysokého nákladu a staly se v té době velmi populární. Nejstarší z nich vyšla v roce 1872 a nese název Heimathskunde von Breslau (Vratislavská vlastivěda). V osmdesátých letech 19. století napsal další tři učebnice zeměpisu o Slezsku: Schlesien, nach seinen physischen, topographischen und statistischen Verhältnissen (Slezsko a jeho fyzické, topografické a statistické poměry.1880), který až do konce 19. století vyšel v sedmi vydáních, Bilder aus der Heimatkunde der Provinz Schlesien (Obrázky z vlastivědy slezské provincie, 1883) a Geographie von Schlesien für den Elementarunterricht (Zeměpis Slezska pro základní školy, 1884). Kromě toho byl autorem dvou map: Slezska a okolí Vratislavi.
Nejvýznamnějším jeho dílem je publikace poprvé vydaná v roce 1887 a reeditovaná (se změnami a doplňky) v roce 1888, totiž komentovaná klasifikace názvů míst ve Slezsku pod názvem "Die schlesischen Ortsnamen, ihre Entstehung und Bedeutung" (Slezské místní názvy, jejich původ a význam). Adamy se jako první v historii regionu snažil o vysvětlení etymologie všech místních názvů celého Slezska. Na základě svých vlastních amatérských představ sestavil názvy všech míst, které seskupil podle jejich původu. Tato práce dnes nemá vypovídající vědeckou hodnotu, protože je plná chyb a fantastických, ničím nepodložených tvrzení. Například častou příponu německých názvů "-witz" odvozoval mylně z latinského vicus, to je vesnice. Název obce Herrnprotsch "lidově" odvodil od slova práce, název vesnice Pilsnitz od německého slova "Pilz" čili houba, místo od polského podstatného jména pilch. Práce Jindřicha Adamy obsahuje ještě mnoho takovýchto kuriozit. Autor neměl odpovídající přípravu a neznal ani polský jazyk, ani skromné úspěchy tehdy teprve vznikajícího nového oboru lingvistiky - onomastiky. Proto bylo tolik chyb v jeho tézích a výkladu místních názvů. Jeho zásluhou je především to, že se jako první zabýval tímto tématem a podnítil zájem dalších badatelů. Již v následujících letech se tímto tématem zabývali např. Konstanty Damrot nebo německý lingvista Paul Hefftner.